# Hôtel de Marigny

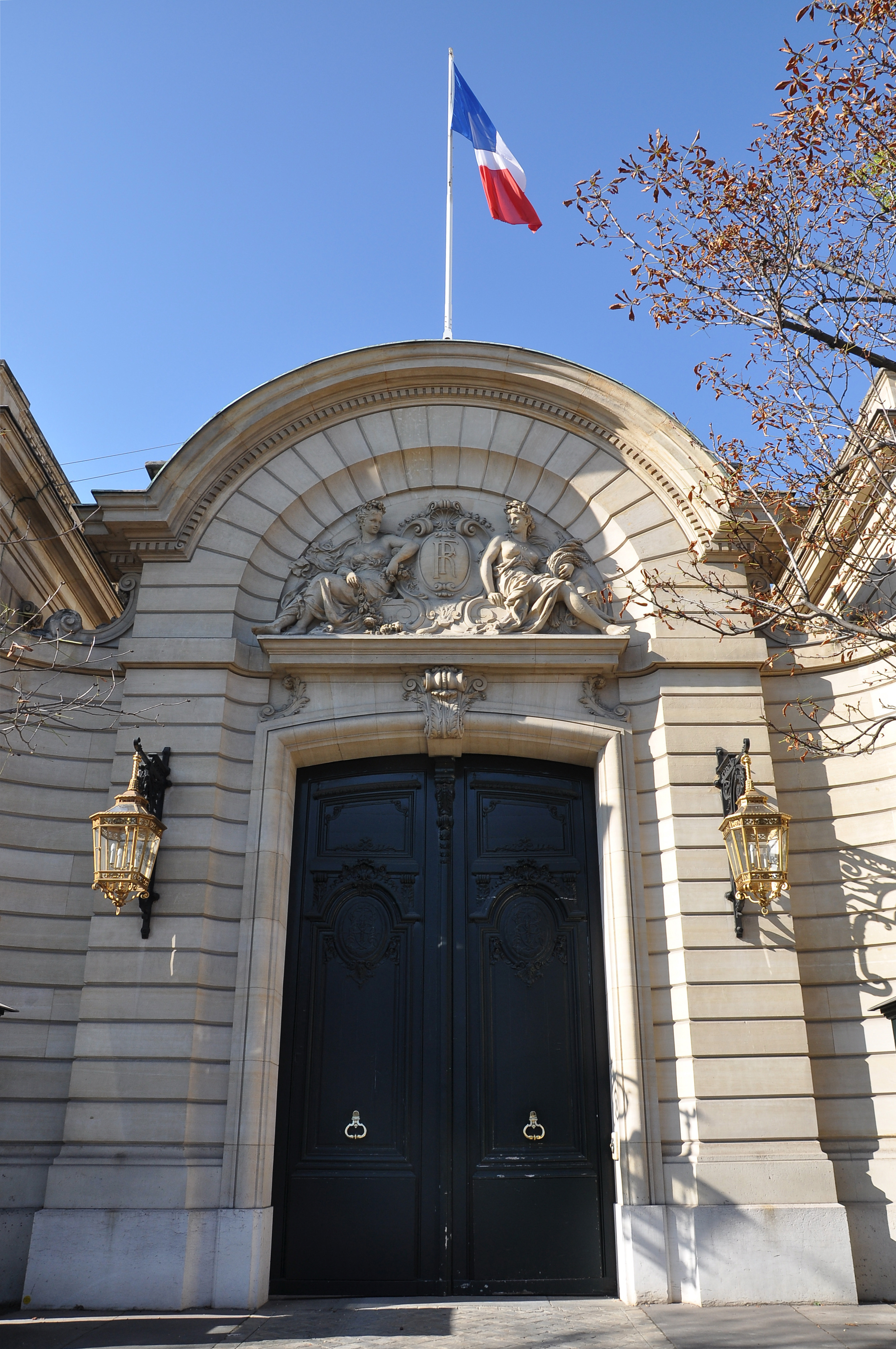
Entrada do Hôtel de Marigny.

O Hôtel de Marigny é um palácio urbano situado na Avenue Marigny, Paris, próximo do Palácio do Eliseu, sendo utilizado como residência oficial pelas personalidades em visita de estado à França. O palácio está na posse do estado desde 1972. A sua história remonta a 15 de Junho de 1869, quando o Barão Gustave de Rothschild pagou à Duquesa de Bauffremont 2.700.000 francos por duas casas de cidade, na Avenue Marigny nº 21 e Rue du Cirque nº 14, com uma área coberta total de aproximadamente 40.000 pés quadrados.
Em 1872, o Barão decidiu combinar os dois prédios numa única propriedade e erigir edifícios adicionais em parte do lugar. No dia 17 de Maio de 1879, adquiriu uma outra casa urbana na Avenue Marigny nº 13. Extensas obras foram empreendidas a partir de 1873, as quais durariam perto de dez anos, sob a direcção do arquitecto oficial do Barão, Alfred-Philibert Aldrophe.
Actualmente, o Hôtel Marigny compreende um edifício principal com uma ala de dois andares em ângulo recto, erguido sobre um vasto porão para os serviços dométicos. A ênfase principal está na momumental parte central da fachada: a entrada para o átrio principal compreende duas áreas de recepção num nível por baixo do destacado piso térreo, enquanto a porção superior contém quatro colunas coríntias que enquadram uma janela seccionada e dois nichos, suportando um frontão emoldurado e esculpido, da mesma proveniência.
Em 1972, Charles de Gaulle, que desaprovava a reputação e a falta de privacidade do Palácio do Eliseu, chegando a pensar na transferência da sede da Presidência para o Hôtel des Invalides ou para o Château de Vincennes, comprou o Hôtel de Marigny na vizinhança para receber os visitantes de Estado, em vez de fazê-lo no próprio Eliseu. Segundo as suas palavras: Não gosto da ideia de encontrar Reis a andar pelos meus corredores nos seus pijamas.